# Europeiska curlingförbundet
Europeiska curlingförbundet bildades i december 1975, i samband med de första Europamästerskapen i curling, i franska Megève och är det  europeiska idrottsförbundet för curling.
Jean Schild valdes till ordförande för European Curling Council, som var organisationens dåvarande engelska namn.
Under Eric Harmsens tid som ordförande på 1980-talet ändrades namnet till European Curling Federation. 
Vid ett möte i Gävle, i april 2004, beslutades att från och med 2005 även arrangera Europamästerskap för mixade lag.
ECF upphörde ett arrangera EM den 1 januari 2013 efter att beslut tagits på ett tidigare möte den 14 december 2012 att stegvis upplösa förbundet. Rättigheterna att arrangera EM skrevs omedelbart över till WCF. Dock fanns förbundet kvar "på papperet", för att helt upplösas 2015.